# Ammobates armeniacus
Ammobates armeniacus är en biart som beskrevs av Morawitz 1876. Ammobates armeniacus ingår i släktet Ammobates och familjen långtungebin. Inga underarter finns listade i Catalogue of Life.